# Emerson Silva
Emerson dos Santos da Silva, mais conhecido como Emerson Silva, ou simplesmente Emerson (Taguatinga, 3 de maio de 1983), é um futebolista brasileiro que atua como zagueiro. Atualmente está sem clube.

## Carreira
Emerson surgiu para o futebol nas categorias de base do Gama. Nos primeiros anos de sua carreira profissional, jogou, além do Gama, também no São Caetano.
Em 2006, estava no Guarani, quando, em meados do mesmo ano, foi para o Flamengo.[carece de fontes?] Tendo permanecido um único mês no Flamengo, Emerson acabou terminando aquele ano como jogador do Veranópolis. Em 2007, por volta de maio, trocou o Veranópolis pelo Fortaleza aonde permaneceu até o final da temporada.
Iniciou o ano de 2008, no Sertãozinho, contudo, dois meses adiante, veio a rescindir seu contrato com o clube, no intuito de ir jogar no Avaí Futebol Clube

### Avaí
No clube catarinense, se tornou um dos grandes destaques do time na conquista do acesso à série A no Campeonato Brasileiro da Série B de 2008.
No ano de 2009, Emerson teve grande destaque juntamente com o Avaí na melhor campanha de um de um clube catarinense na Série A do Campeonato Brasileiro, terminando em 6º lugar com 57 pontos. Além disso, foi bicampeão catarinense em 2009 e 2010.

### Coritiba
Após praticamente três anos de Avaí e 155 partidas disputadas com 27 gols anotados, Emerson foi anunciado como reforço do Coritiba para a temporada de 2011.
No clube paranaense, se tornou um dos grandes destaques do time. Titular absoluto, no ano de 2011 conquistou o Campeonato Paranaense de forma invicta (sendo também eleito o melhor zagueiro da competição), o recorde mundial de vitórias consecutivas (fazendo inclusive o gol da vitória que garantiu o recorde ao Coxa); o vice-título da Copa do Brasil, e chegando a sua primeira convocação para a Seleção Brasileira de Futebol.
Com vinte gols marcados até 24 de junho de 2012, é o zagueiro que mais fez gols pelo Coritiba.
Emerson completou 100 jogos pelo Coritiba em 24 de junho de 2012, no empate por 2–2 entre Santos e Coxa, na Vila Belmiro.

### Atlético Mineiro
No dia 23 de agosto de 2013, Emerson foi anunciado como novo reforço do Atlético Mineiro para a disputa do Mundial de Clubes. O jogador assinou contrato de quatro anos com o clube, que comprou 80% de seus direitos econômicos por três milhões de reais.

### Retorno ao Avaí
Após uma grave contusão no começo de 2014, ficou de fora dos planos do Atlético Mineiro. Pretendido por muitos clubes, decidiu voltar ao Avaí para a alegria da torcida azurra, que o tem como ídolo. Assinou contrato de empréstimo até o fim do ano em 21 de abril de 2015.

### Seleção Brasileira
No ano de 2011 a Seleção Brasileira iniciou uma disputa, de dois jogos, do Superclássico das Américas contra a Argentina. Para o segundo jogo que seria disputado em Belém, Emerson foi convocado pela primeira vez para a Seleção pelo técnico Mano Menezes. No entanto não chegou a atuar.

### Volta ao Gama
Em dezembro de 2022, o zagueiro foi anunciado como reforço do Gama para a temporada de 2023. É a terceira passagem do jogador pelo clube do Distrito Federal. Formado nas categorias de base do alviverde, o jogador já havia retornado ao time em 2021, antes de ser transferido ao Capital Futebol Clube, também do DF.

## Marcas
- Emerson, que fez sua estreia pelo Avaí no dia 5 de março de 2008 num amistoso internacional diante da seleção da Jamaica em que o Avaí venceu por 2–0, alcançou a marca de cem jogos pelo clube no dia 21 de fevereiro de 2010 quando o Avaí empatou em 1–1 com o Joinville na cidade de Joinville[14]
- Em 22 de setembro de 2011, foi convocado pela Seleção Brasileira de Mano Menezes para disputar a segunda partida do Superclássico das Américas contra a Argentina.

## Títulos
Gama
- Campeonato Brasiliense: 2003, 2019, 2020

Flamengo
- Copa do Brasil: 2006

Avaí
- Campeonato Catarinense: 2009, 2010

Coritiba
- Campeonato Paranaense: 2011, 2012

Atlético Mineiro
- Copa do Brasil: 2014
- Recopa Sul-Americana: 2014

Atlético Paranaense
- Campeonato Paranaense: 2018
- Taça Caio Júnior: 2018

Seleção Brasileira
- Superclássico das Américas: 2011

## Prêmios Individuais
- Melhor zagueiro do Campeonato Catarinense - 2009[15], 2010[16]
- Melhor zagueiro do Campeonato Paranaense - 2011[17] e 2012
- Melhor jogador do Campeonato Paranaense - 2012[18]

### Artilharias
Avaí
- Copa da Hora: 2010 (2 gols)

Coritiba
- Artilheiro do time (junto com Lincoln) no Campeonato Paranaense: 2012 (8 gols)